# Locustella seebohmi
El zarzalero de Seebohm (Locustella seebohmi) es una especie de ave paseriforme de la familia Locustellidae endémica del norte de Filipinas.

## Distribución y hábitat
El zarzalero de Seebohm se encuentra únicamente en las montañas del norte de la isla de Luzón.